# مونتلا مارتینت
مونتلا مارتینت (به اسپانیایی: Montellá Martinet) یک منطقهٔ مسکونی در اسپانیا است که در سردانیا واقع شده‌است. مونتلا مارتینت ۵۵٫۰ کیلومتر مربع مساحت دارد.